# 150 років Національному академічному театру опери та балету України ім. Т. Г. Шевченка (монета)
«150 ро́ків Націона́льному академі́чному теа́тру о́пери та бале́ту Украї́ни ім. Т. Г. Шевче́нка» — ювілейна монета номіналом 5 гривень, випущена Національним банком України, присвячена Національному академічному театру опери та балету України ім. Т. Г. Шевченка — видатному творчому колективу, який увібрав у себе найкращі традиції української культури. Слава про оперне та балетне мистецтво України давно сягнула за межі країни. Національна опера України активно та успішно інтеґрується у світовий музичний процес, про що свідчать гастролі в багатьох країнах світу, участь у найпрестижніших музичних фестивалях.
Монету введено в обіг 27 жовтня 2017 року. Вона належить до серії «Духовні скарби України».

## Опис монети та характеристики
| Номінал грн. | Метал      | Маса, г | Діаметр, мм | Якість виготовлення       | Гурт     | Тираж, штук                                        |
| ------------ | ---------- | ------- | ----------- | ------------------------- | -------- | -------------------------------------------------- |
| 5            | нейзильбер | 16,54   | 35,0        | спеціальний анциркулейтед | рифлений | 40 000 (у тому числі 20 000 у сувенірній упаковці) |

### Аверс
На аверсі монети розміщено: угорі — малий Державний Герб України, під яким написи «УКРАЇНА/1867 2017» (використано тамподрук); у центрі на дзеркальному тлі — будівлю театру; унизу написи: «5/ГРИВЕНЬ»; унизу праворуч — логотип Банкнотно-монетного двору Національного банку України.

### Реверс
На реверсі монети зображено стилізовану композицію: глядацька зала, над якою — алегорична композиція: геральдичні грифони тримають у лапах ліру як символ музичного мистецтва та написи: «НАЦІОНАЛЬНИЙ АКАДЕМІЧНИЙ ТЕАТР» (угорі півколом), «ОПЕРИ ТА БАЛЕТУ УКРАЇНИ ІМ. Т. Г. ШЕВЧЕНКА» (під грифонами), «150 РОКІВ» (унизу).

20000 монет із загального тиражу було випущено у буклетах
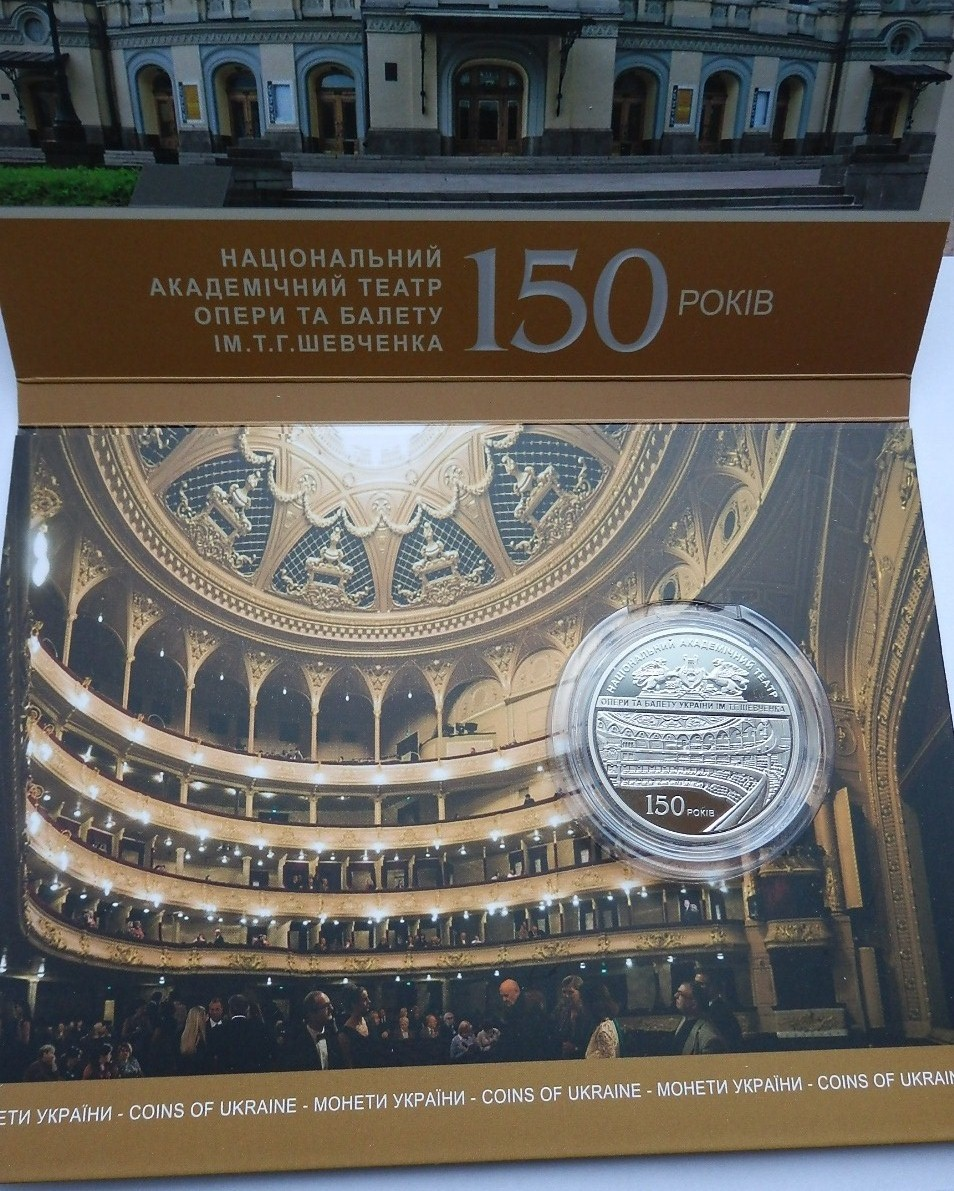
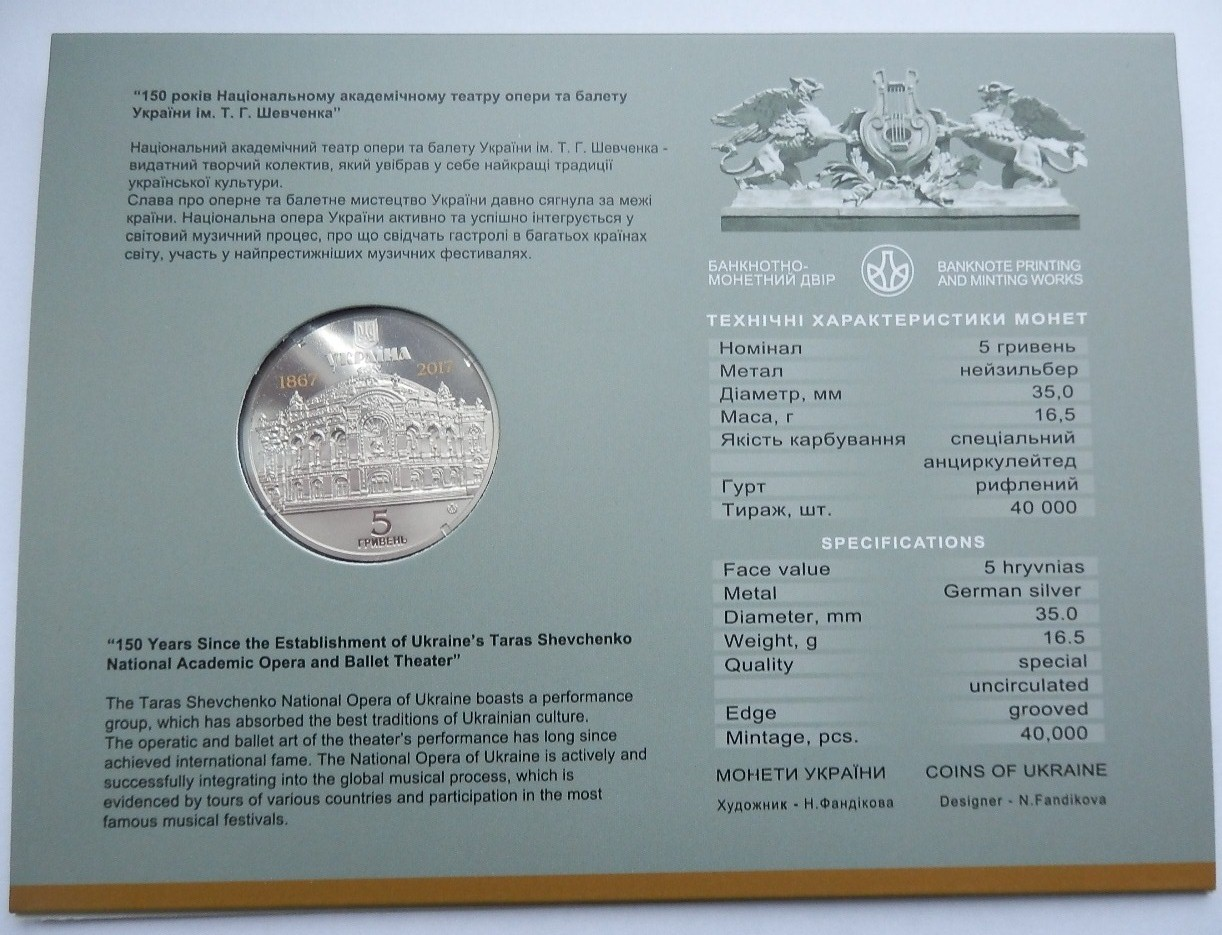

## Автори

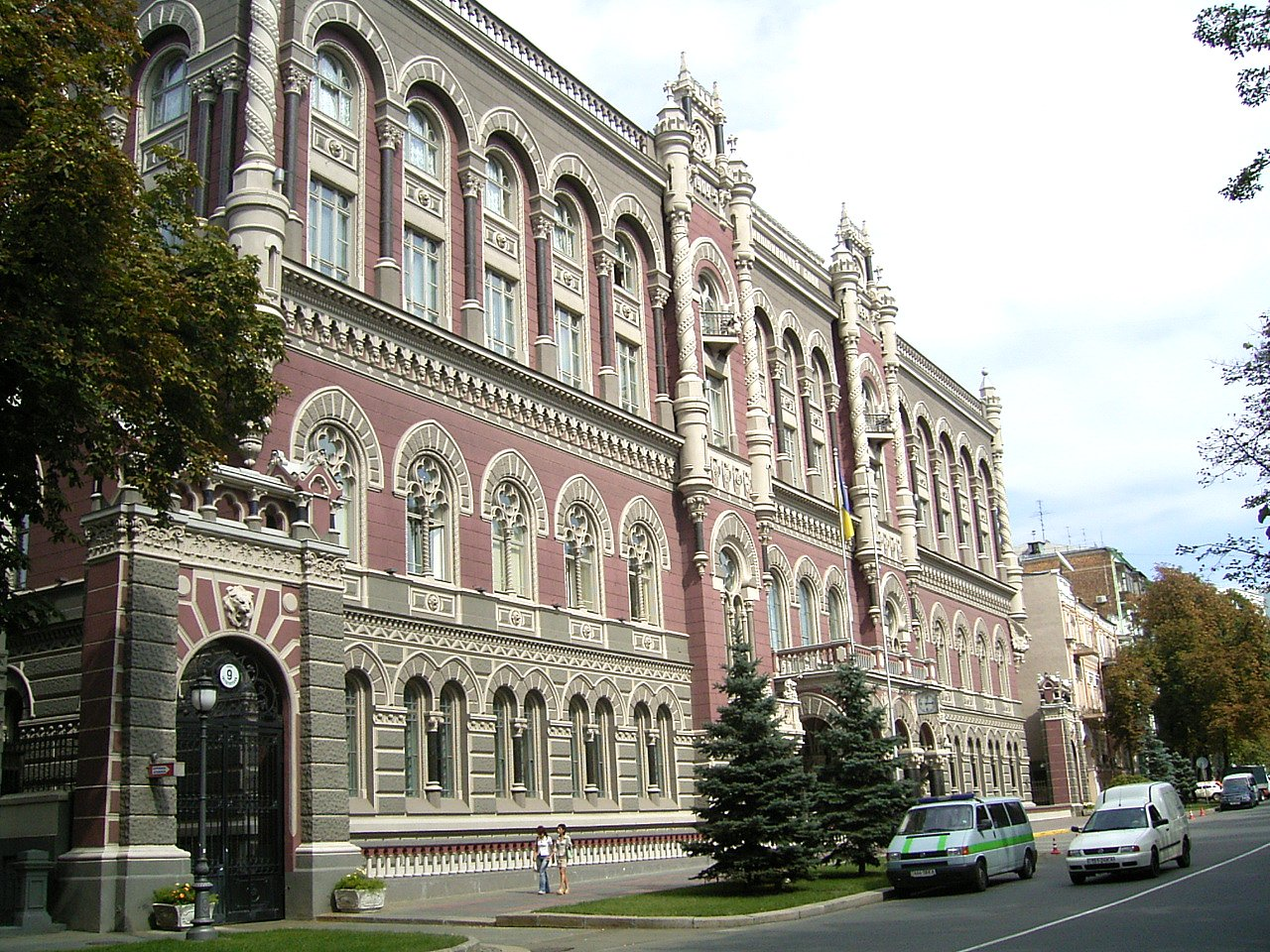
Будівля Національного банку України

- Художник — Фандікова Наталія.
- Скульптори: Демяненко Анатолій, Дем'яненко Володимир.

## Вартість монети
Під час введення монети в обіг 2017 року, Національний банк України реалізовував монету через свої філії за ціною 48 гривень.
Фактична приблизна вартість монети, з роками змінювалася так:
| Рік        | 2018 | 2019 | 2020 | 2021 | 2022 | 2023 | 2024 | 2025 |
| ---------- | ---- | ---- | ---- | ---- | ---- | ---- | ---- | ---- |
| Ціна, грн. | 70   | 65   | 65   | 70   | 75   | 105  | 165  | 180  |